# Caenis
Genre
Caenis est un genre d'insectes appartenant à l'ordre des éphéméroptères, à la famille des Caenidae.

## Liste d'espèces
Selon ITIS (16 mars 2011) :
- Caenis amica Hagen, 1861
- Caenis anceps Traver, 1935
- Caenis arwini McCafferty & Davis, 2001
- Caenis bajaensis Allen & Murvosh, 1983
- Caenis candida Harper & Harper, 1981
- Caenis diminuta Walker, 1853
- Caenis eglinensis Pescador & Richard, 2006
- Caenis hilaris (Say, 1839)
- Caenis latipennis Banks, 1907
- Caenis macafferti Provonsha, 1990
- Caenis punctata McDunnough, 1931
- Caenis tardata McDunnough, 1931
- Caenis youngi Roemhild, 1984

Selon NCBI (3 février 2022) :
- Caenis amica
- Caenis anceps
- Caenis bajaensis
- Caenis beskidensis
- Caenis diminuta
- Caenis eglinensis
- Caenis hilaris
- Caenis horaria
- Caenis kimminsis
- Caenis lactea
- Caenis latipennis
- Caenis luctuosa
- Caenis macrura
- Caenis martae
- Caenis nishinoae
- Caenis pseudorivulorum
- Caenis punctata
- Caenis pusilla
- Caenis pycnacantha
- Caenis rivulorum
- Caenis robusta
- Caenis youngi

Selon Fauna Europaea (6 mai 2022) :
- Caenis belfiorei Malzacher, 1986
- Caenis beskidensis Sowa, 1973
- Caenis horaria (Linnaeus, 1758)
- Caenis lactea (Burmeister, 1839)
- Caenis luctuosa (Burmeister 1839)
- Caenis macrura Stephens 1835
- Caenis martae Belfiore, 1984
- Caenis nachoi Alba-Tercedor & Zamora Muñoz, 1993
- Caenis pseudorivulorum Keffermuller, 1960
- Caenis pusilla Navàs, 1913
- Caenis rivulorum Eaton, 1884
- Caenis robusta Eaton, 1884
- Caenis strugaensis Ikonomov, 1961
- Caenis valentinae Grandi, 1951